# Nude
Nude – album koncepcyjny brytyjskiej grupy Camel wydany w 1981 roku. Opowiada o Hiroo Onodzie, japońskim żołnierzu porzuconym na wyspie podczas II wojny światowej, który nie wie, że wojna się skończyła. Tekst piosenek napisała głównie Susan Hoover, z wyjątkiem "Please Come Home", którego twórcą jest Andrew Latimer. Nude jest ostatnią płytą na której zagrał Andy Ward.

## Lista utworów
1. "City Life" (Latimer) – 4:41
2. "Nude" (Latimer) – 0:22
3. "Drafted" (Latimer) – 4:20
4. "Docks" (Watkins/Latimer) – 3:50
5. "Beached" (Latimer) – 3:34
6. "Landscapes" (Latimer) – 2:39
7. "Changing Places" (Latimer) – 4:11
8. "Pomp & Circumstance"(Latimer) – 2:05
9. "Please Come Home"(Latimer) – 1:12
10. "Reflections"(Latimer) – 2:39
11. "Captured" (Schelhaas/Latimer) – 3:12
12. "The Homecoming" (Latimer) – 2:49
13. "Lies" (Latimer) – 4:59

The Last Farewell:
1. "The Birthday Cake" (Latimer) – 0:30
2. "Nude's Return" (Latimer) – 3:42

## Muzycy
Opracowano na podstawie materiału źródłowego.
- Andrew Latimer: gitara, śpiew, flet, koto, instrumenty klawiszowe
- Andy Ward(inne języki): instrumenty perkusyjne
- Colin Bass: gitara basowa, śpiew
- Mel Collins: flet, piccolo, saksofon
- Duncan Mackay(inne języki): instrumenty klawiszowe
- Jan Schelhaas: pianino na "The Last Farewell"
- Chris Green(inne języki): wiolonczela
- Gasper Lawal(inne języki): perkusja na "Changing Places"
- Herbie Flowers(inne języki): tuba